# گمینا روکیچینه
گمینا روکیچینه (به لهستانی:  Gmina Rokiciny) یک گمینا در لهستان است که در شهرستان توماشوف مازوویتسکی واقع شده‌است. گمینا روکیچینه ۹۰٫۵۱ کیلومتر مربع مساحت و ۵٬۹۲۵ نفر جمعیت دارد.